# Laura McAllister

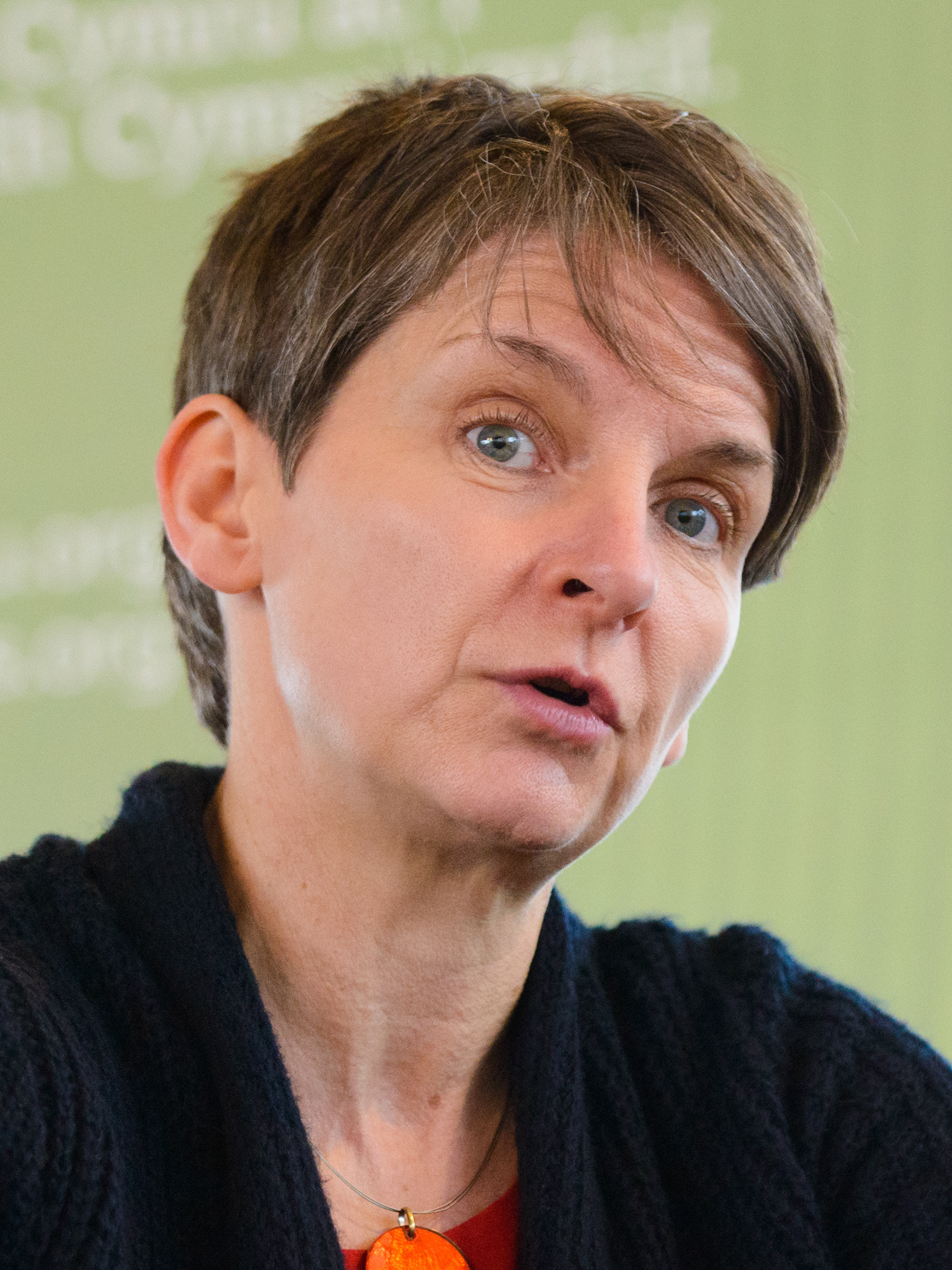
Laura McAllister (2013)

Laura McAllister (* 10. Dezember 1964 in Bridgend) ist eine britische Politikwissenschaftlerin und Hochschullehrerin an der Cardiff University sowie ehemalige walisische Fußballnationalspielerin und heutige Fußballfunktionärin.

## Akademische Karriere
McAllister studierte Wirtschaftswissenschaften an der London School of Economics and Political Science, wo sie den akademischen Grad Bachelor of Science erwarb. 1994 wurde sie dort promoviert und war anschließend als Dozentin an der Cardiff University tätig. 1998 wechselte sie an die University of Liverpool, wo sie 2003 Reader wurde. Seit 2016 ist sie Professorin für öffentliche Ordnung und Regierungsführung am Wales Governance Centre der Cardiff University. Ihre Forschungsschwerpunkte liegen vor allem auf der walisischen Politik und den dortigen Wahlen, der Dezentralisierung und Geschlechtergleichstellung in der Politik. Sie arbeitet eng mit der Senedd zusammen und ist Vorsitzende des dortigen Expertengremiums zur Wahlreform.

## Sportliche Laufbahn
Während ihres Studiums in London begann McAllister mit dem Fußballspielen, wo sie sich den Millwall Lionesses anschloss. Zurück in Wales spielte sie für den Gwalia United F.C., wo sie zweimal den walisischen Fußballpokal gewinnen konnte. Bei der 0:12-Niederlage gegen Deutschland am 31. März 1994 in Bielefeld gab McAllister ihr Debüt für die walisische Fußballnationalmannschaft. Bis zu ihrem letzten Einsatz 1998 absolvierte sie insgesamt 24 Länderspiele für Wales, zahlreiche davon als Kapitänin.
Von 2010 bis 2016 war McAllister Präsidentin von Sport Wales, der nationalen Organisation zur Entwicklung und Förderung von Sport und körperlicher Aktivität in Wales. Nach mehreren Positionen bei der UEFA wurde sie 2023 als erste Person aus Wales überhaupt in das UEFA-Exekutivkomitee gewählt. Zugleich ist sie Vizevorsitzende der UEFA-Kommission für Frauenfußball und als erste Frau Vizepräsidentin der UEFA.

## Privat
Gemeinsam mit ihrer Partnerin Llinos Jones ist McAllister Mutter von zwei Kindern.